# Uhlbach

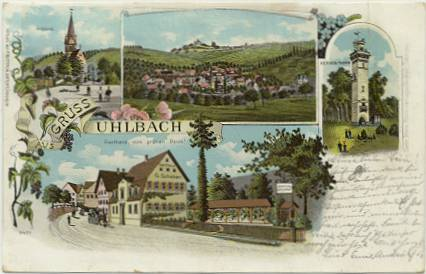
Werbung für Uhlbach 1902

Uhlbach ist ein Stadtteil von Stuttgart, verwaltet vom Stadtbezirk Obertürkheim und umgeben von den Nachbarorten Obertürkheim, Rotenberg und Esslingen am Neckar.

## Geschichte

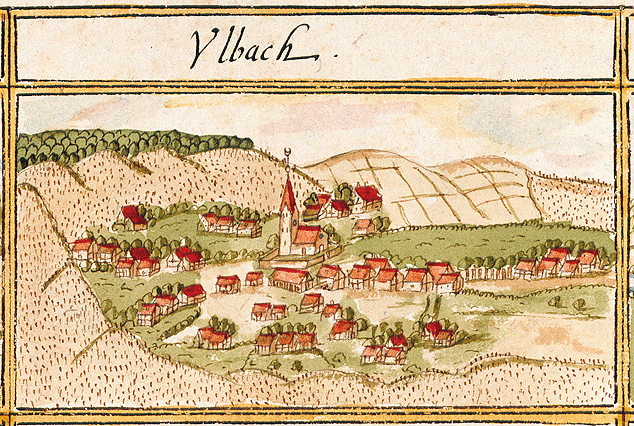
Uhlbach 1685, Forstlagerbuch von Andreas Kieser

Der in einem Talkessel liegende Weinort Uhlbach wurde erstmals im Jahre 1247 urkundlich erwähnt. Die Uhlbacher Kelter wird schon 1366 erwähnt, die Andreaskirche wurde 1490 erbaut und das imposante Fachwerk-Rathaus entstand 1612.
Uhlbach und Obertürkheim waren im Mittelalter Grenzorte. Hier stieß das Gebiet der Württemberger an das Gebiet der Freien Reichsstadt Esslingen am Neckar.
1923 kam Uhlbach mit Rotenberg für einige Jahre zum Oberamt Esslingen, bis es zum 1. April 1937 nach Stuttgart eingemeindet wurde.
Bei der Einteilung der Stadt Stuttgart in Stadtbezirke im Jahre 1956 wurde der Stadtteil Obertürkheim mit dem Stadtteil Uhlbach zum Stadtbezirk Obertürkheim vereinigt.
Der Obst- und Weinanbau ist neben dem Tourismus der wichtigste Erwerbszweig Uhlbachs, auch heute noch betreiben viele Familien in Uhlbach ihre Weinberge und Besenwirtschaften. Die 1907 gegründete Weingärtnergenossenschaft Uhlbach vereinigte sich 2007 mit den Rotenberger Weingärtnern zum Collegium Wirtemberg – Weingärtner Rotenberg & Uhlbach eG.

## Sehenswürdigkeiten
- Die evangelische Andreaskirche wurde 1490 im gotischen Stil erbaut.
- Das Alte Uhlbacher Rathaus wurde 1612 als Fachwerkhaus erbaut und dient heute als Archiv.
- Die Grabkapelle auf dem Württemberg (Stuttgart-Rotenberg)
- Im Jahre 1907 wurde das alte beengte Keltergebäude von 1366 mit seinen Baumkeltern durch einen großzügigen Neubau mit hydraulischen Pressen ersetzt; in ihm ist heute das Stuttgarter Weinbaumuseum untergebracht.
- Durch den Ort führt der rund 12 Kilometer lange Weinwanderweg Obertürkheim – Uhlbach – Rotenberg – Untertürkheim
- Der Heuzen als bedeutende Kulturstätte und ehemaliger Zeremoniensaal

|  |  |  |
|  |  |  |

## Wappen
| Wappen von Uhlbach | Blasonierung: „In Gold die lateinischen schwarzen Großbuchstaben VLB.“ |
| Wappen von Uhlbach | Wappenbegründung: Das Dorf benutzte nie wirklich ein richtiges Wappen. Im 17. Jahrhundert verwendete das Dorf die Buchstaben VLB auf Grenzsteinen. Als 1650 ein Buntglasfenster für das Gemeindehaus angefertigt wurde, wurden diese Buchstaben in einem Schild in den Farben Württembergs angebracht. Spätere Siegel verwendeten alle entweder die drei Buchstaben oder das Wappen des Landes Württemberg. |

## Persönlichkeiten

### Ehrenbürger
- 1893: Gottlieb Benger (1851–1903), Fabrikant, Geheimer Kommerzienrat, rumänischer Generalkonsul

### Söhne und Töchter
- Wilhelm Friedrich von Ludwig (1790–1865), Staatsrat und königlicher Leibarzt, Ehrenbürger von Stuttgart